# Kootenay Lake
Kootenay Lake (franska: Lac Kootenay) är en sjö i Kanada.   Den ligger i provinsen British Columbia, i den södra delen av landet, 3 100 km väster om huvudstaden Ottawa. Kootenay Lake ligger 530 meter över havet. Arean är 407 kvadratkilometer. Den sträcker sig 103,7 kilometer i nord-sydlig riktning, och 49,6 kilometer i öst-västlig riktning.
Följande samhällen ligger vid Kootenay Lake:
- Nelson (9 813 invånare)
- Balfour (479 invånare)
- Riondel (273 invånare)

Runt Kootenay Lake är det mycket glesbefolkat, med 2 invånare per kvadratkilometer.